# Barnhouse

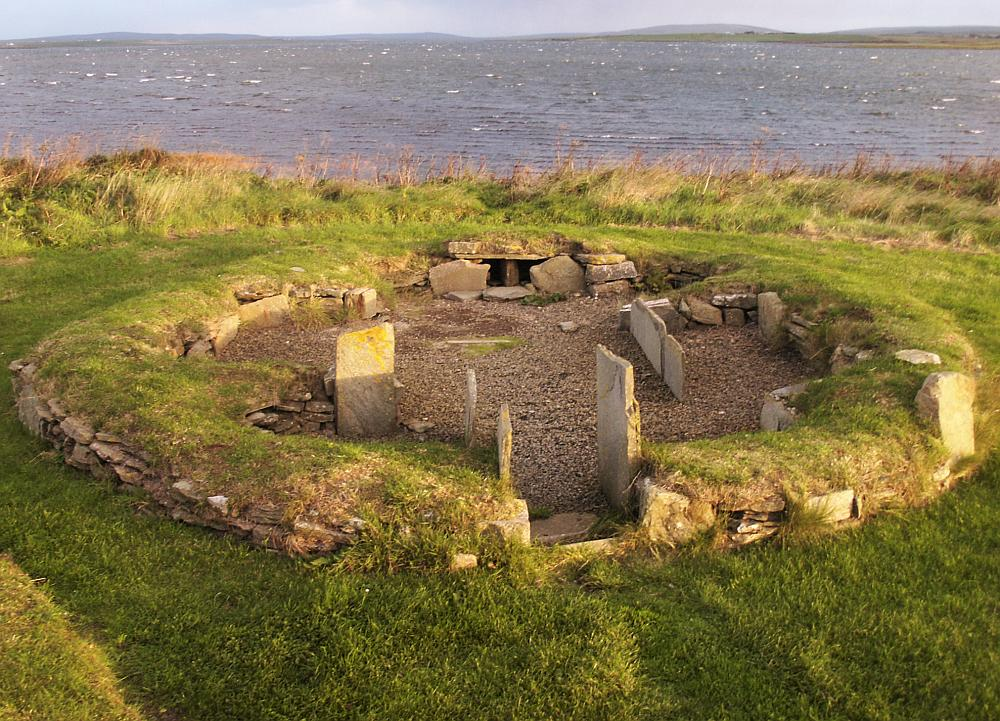
Restos de una de las construcciones del asentamiento de Barnhouse.

Barnhouse es el nombre de un asentamiento neolítico recientemente descubierto en las orillas del lago Harray, en las islas Orcadas, en Escocia, a poca distancia de las Rocas de Stenness. En dicho asentamiento se han encontrado los restos de al menos 15 casas que guardan cierta similitud con las encontradas en Skara Brae: en ambos casos las edificaciones tienen chimeneas centrales, camas contra las paredes y vestidores de piedra, aunque los edificios de Barnhouse, a diferencia de los de Skara Brae, parecen ser independientes. Se ha encontrado cerámica estriada similar a la hallada entre las Rocas de Stenness y en Skara Brae, así como herramientas de cuerno y hueso, y piezas de vidrio volcánico que se cree que pueden provenir de la isla de Arran.
El adificio más grande del asentamiento tenía una habitación de unos 7 m² con paredes de 3 metros de grosor y una entrada orientada al noroeste, de forma que la luz durante el solsticio de verano atraviesa el corredor de entrada, de forma similar a lo que sucede en enterramientos como Maeshowe.
Se puede acceder al asentamiento de Barnhouse a través de un sendero desde las Rocas de Stenness.